# Vence
Vence ([vɛ̃s], okzitanisch Vença) ist eine französische Gemeinde  mit 19.856 Einwohnern (Stand 1. Januar 2022) im Département Alpes-Maritimes in der Region Provence-Alpes-Côte d’Azur. Vence liegt im Arrondissement Grasse. Die Gemeinde gehört zur Métropole Nice Côte d’Azur, bedeckt eine Fläche von 39,23 Quadratkilometern und liegt mit Teilen des Gemeindegebietes im Regionalen Naturpark Préalpes d’Azur. Vence gehört zu den berühmten Reisezielen in der Provence. Es thront hoch oben auf einem Felsen, ist von der Küste schnell erreichbar und hat den Charakter eines kaum berührten Voralpenstädtchens. Die Einwohner von Vence nennen sich Vençois.

## Hydrographie
Durch den Ort verläuft der Bach Lubiane, der zur Cagne entwässert, die an der östlichen Gemeindegrenze verläuft. Im westlichen Gemeindegebiet fließt der Malvan.

## Bevölkerungsentwicklung
| Jahr      | 1962 | 1968 | 1975   | 1982   | 1990   | 1999   | 2006   | 2016   |
| --------- | ---- | ---- | ------ | ------ | ------ | ------ | ------ | ------ |
| Einwohner | 7874 | 9420 | 11.385 | 13.119 | 15.330 | 16.982 | 18.931 | 18.599 |

Quellen: Cassini und INSEE

## Geschichte

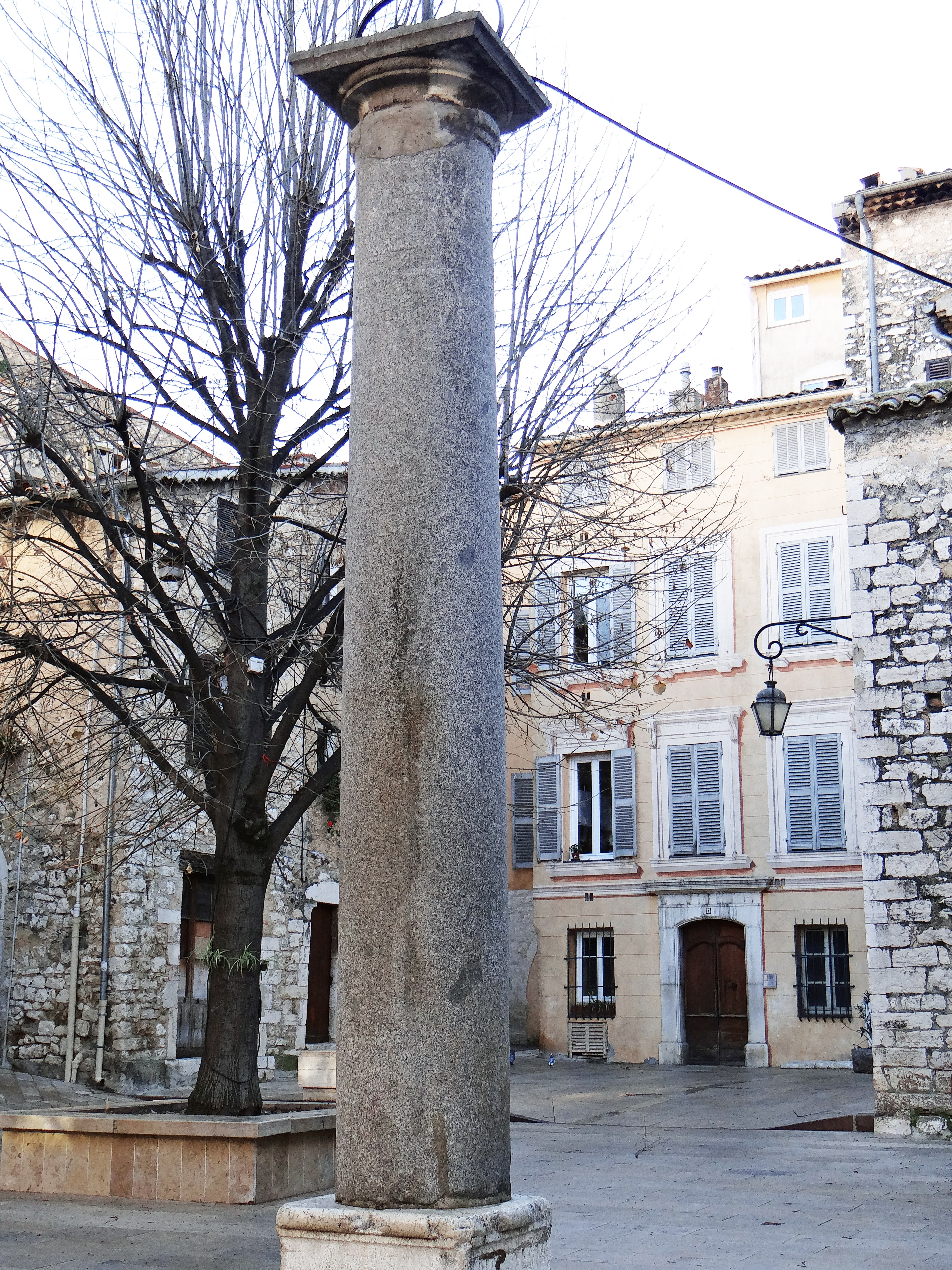
Römische Säule

Schon früh von ligurischen Kelten besiedelt, wurde die Gegend 16 v. Chr. von den Römern erobert und als Provinz Alpes Maritimae dem römischen Reich einverleibt. Vence wurde eine bedeutende römische Siedlung, von der noch viele Funde zeugen. Auch die Fundamente der Kathedrale sind römischen Ursprungs.
Mit der Verbreitung des Christentums wurde Vence Bistum. In der römischen Civitas Vintium gab es ab dem 4. Jahrhundert einen Bischof. Diese kleinste Diözese Frankreichs bestand bis zur Französischen Revolution (siehe auch Liste der Bischöfe von Vence).
Nach Karl dem Großen gehörte Vence zum Heiligen Römischen Reich Deutscher Nation. 1481 wurde die Provence Frankreich angegliedert und Vence damit französisch. Im 16. Jahrhundert ließ Franz I. die Stadt verschönern. Während der Religionskriege blieb Vence katholisch.
Das 20. Jahrhundert brachte Vence – angezogen vom angenehmen Klima und dem besonderen Licht – den Tourismus und die Künstler, wodurch die Stadt einen wirtschaftlichen und kulturellen Aufschwung erlebte.
Im Jahr 1933 kauft das Ehepaar Freinet ein Grundstück im Viertel Le Pioulier und errichtet dort die École Moderne (heute: École Freinet), um dort eigene reformpädagogische Ideen umzusetzen.
In Vence lebten während der italienischen Besatzungszeit 1940–43 Juden, die teils aus dem Ort stammten, teils aus ganz Europa kamen. 1942/43 wurden sie vom Vichy-Regime und nach der deutschen Besetzung des kapitulierten Italiens 1943 inhaftiert und deportiert. 1998 wurde eine Gedächtnisstätte entworfen und 2005 auf dem Square Malivert eingeweiht.
Der Regisseur Henri-Georges Clouzot heiratete 1963 hier und Schriftsteller wie Sartre, de Beauvoir und Prévert oder Maler wie Picasso, Cézanne und Matisse kamen ebenfalls hierher zu Besuch, so wie Bundeskanzler Konrad Adenauer Anfang 1958. Marc Chagall zog 1969 in den Ort St. Paul-de-Vence.

## Sehenswürdigkeiten
Die ganze Altstadt ist von einer Stadtmauer umschlossen, durch die zahlreiche Tore ins Innere der Stadt führen. Eines der bekanntesten ist die Porte de Peyra. Der Weg in die Altstadt führt über die Place du Grand-Jardin und die Place du Frene, wo eine riesige Esche steht, die 1538 gepflanzt wurde.
- Altstadt
- Porte du Peyra mit Peyra-Brunnen
- Die romanische Kathedrale de la Nativité-de-Marie aus dem 11. Jahrhundert ist auf römischen Fundamenten errichtet.
- Die „Vençoise“, eine Skulptur von Jim Ritchie, auf dem Clemenceau-Platz vor dem Rathaus
- Die Klosterkapelle der Dominikanerinnen, die Chapelle du Rosaire (Rosenkranzkapelle), wurde von Henri Matisse gestaltet.
- Ehemalige Kapelle der Weißen Büßer (Chapelle des Pénitents Blancs)
- Place du Grand Jardin (Markt)
- Témoignage sur la déportation des juifs (Gedenkstätte für die Deportation der Juden)

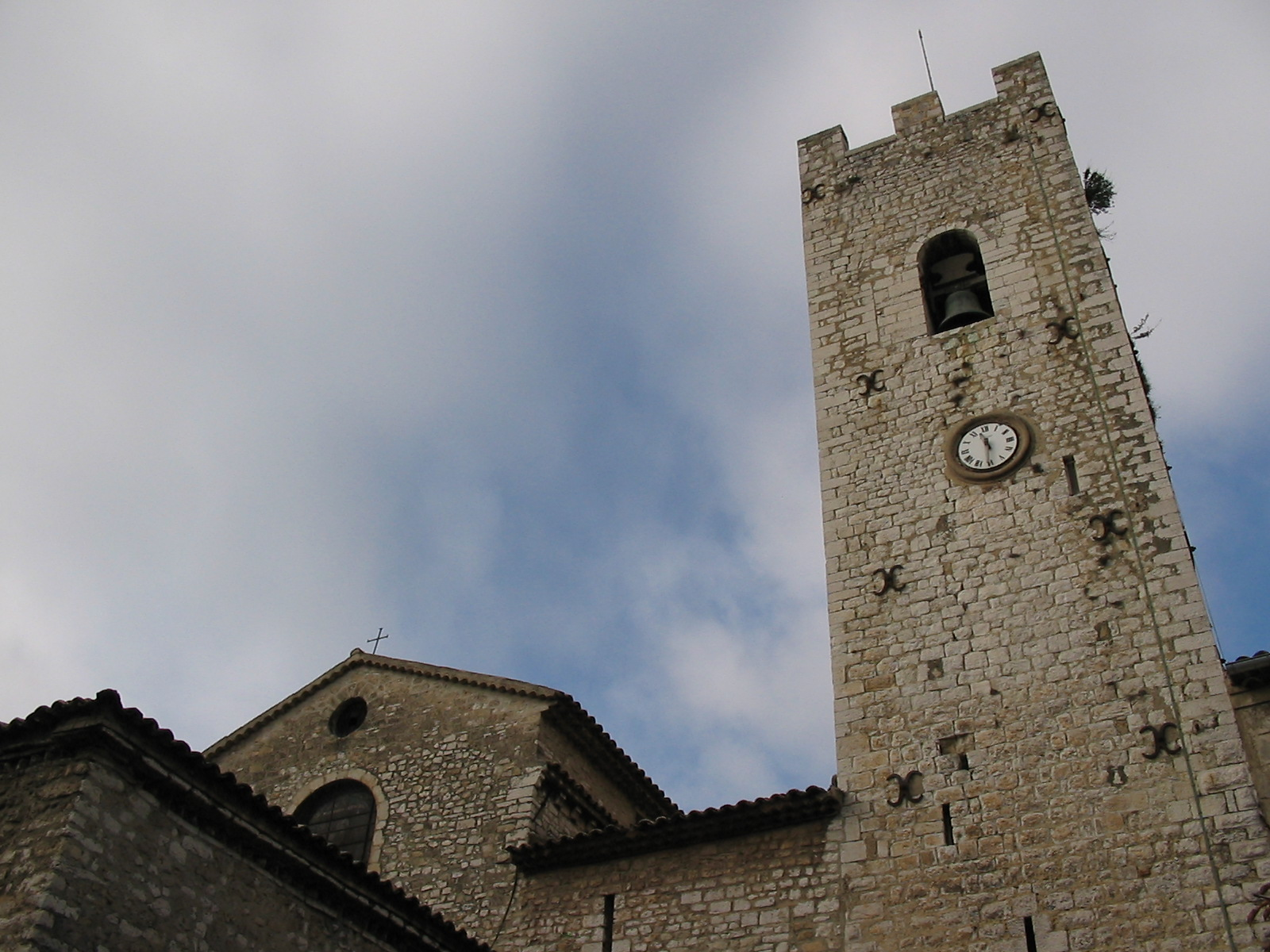
Kathedrale von Vence
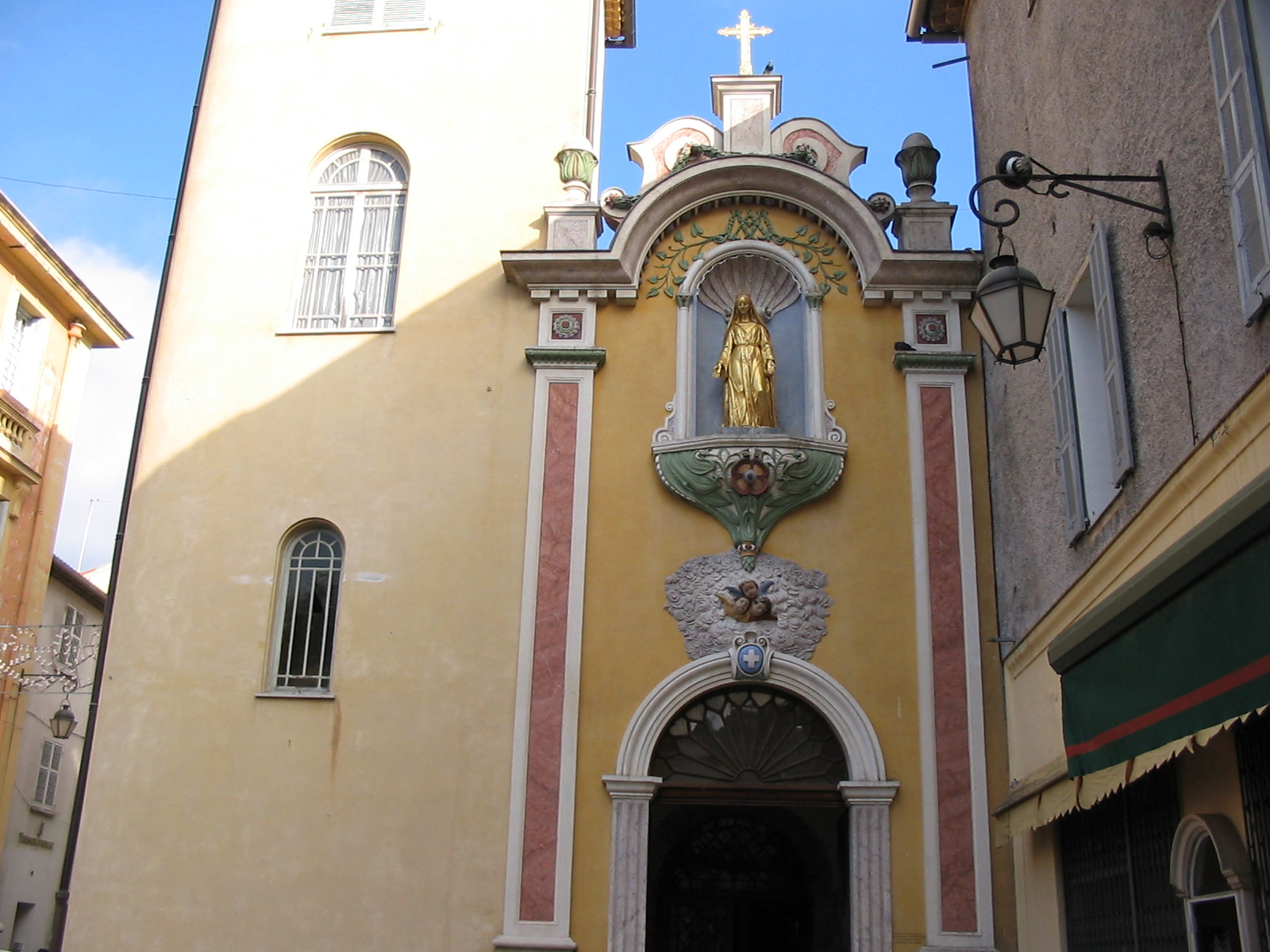
Tour Saint-Lambert
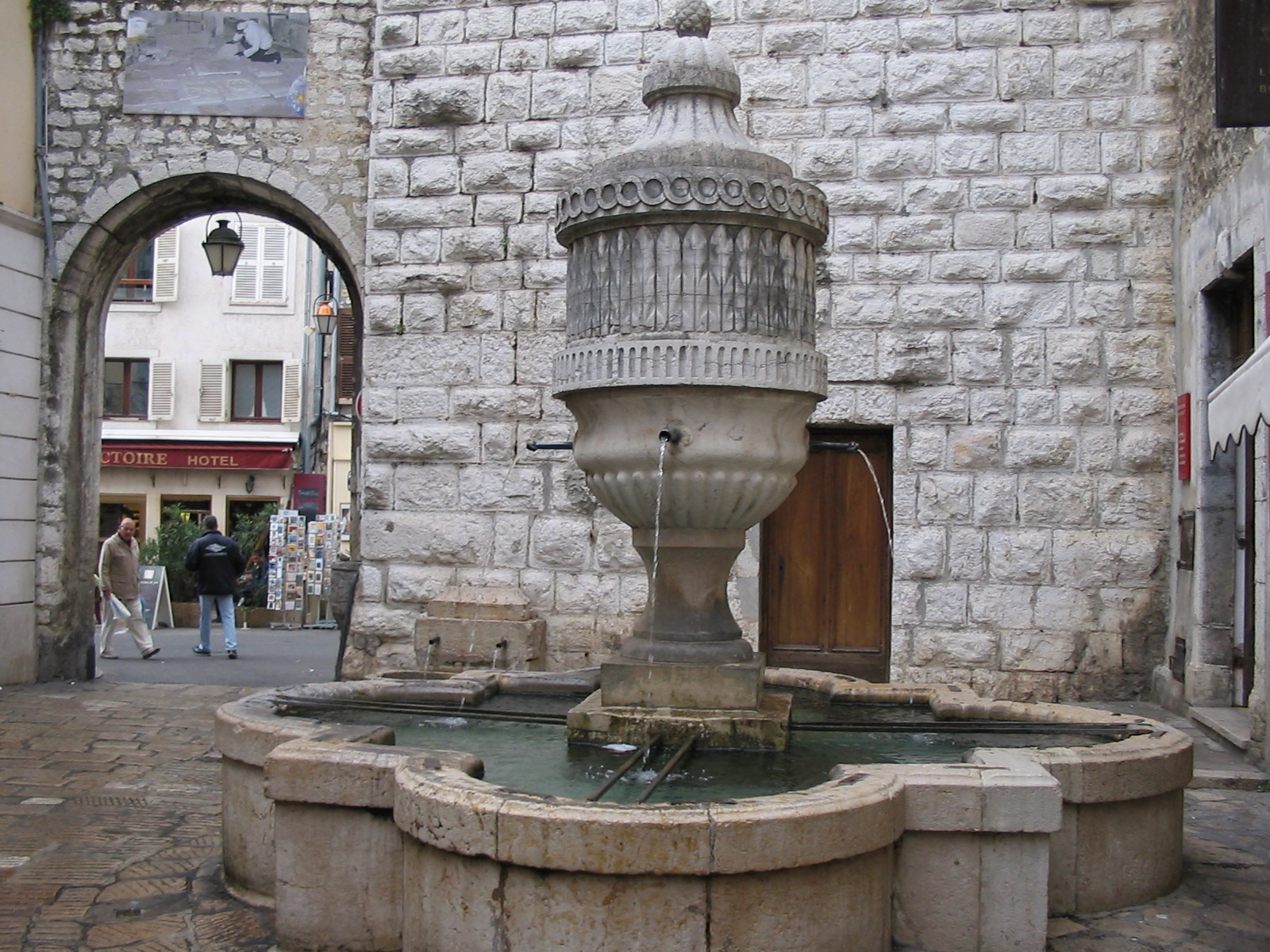
Fontaine du Peyra
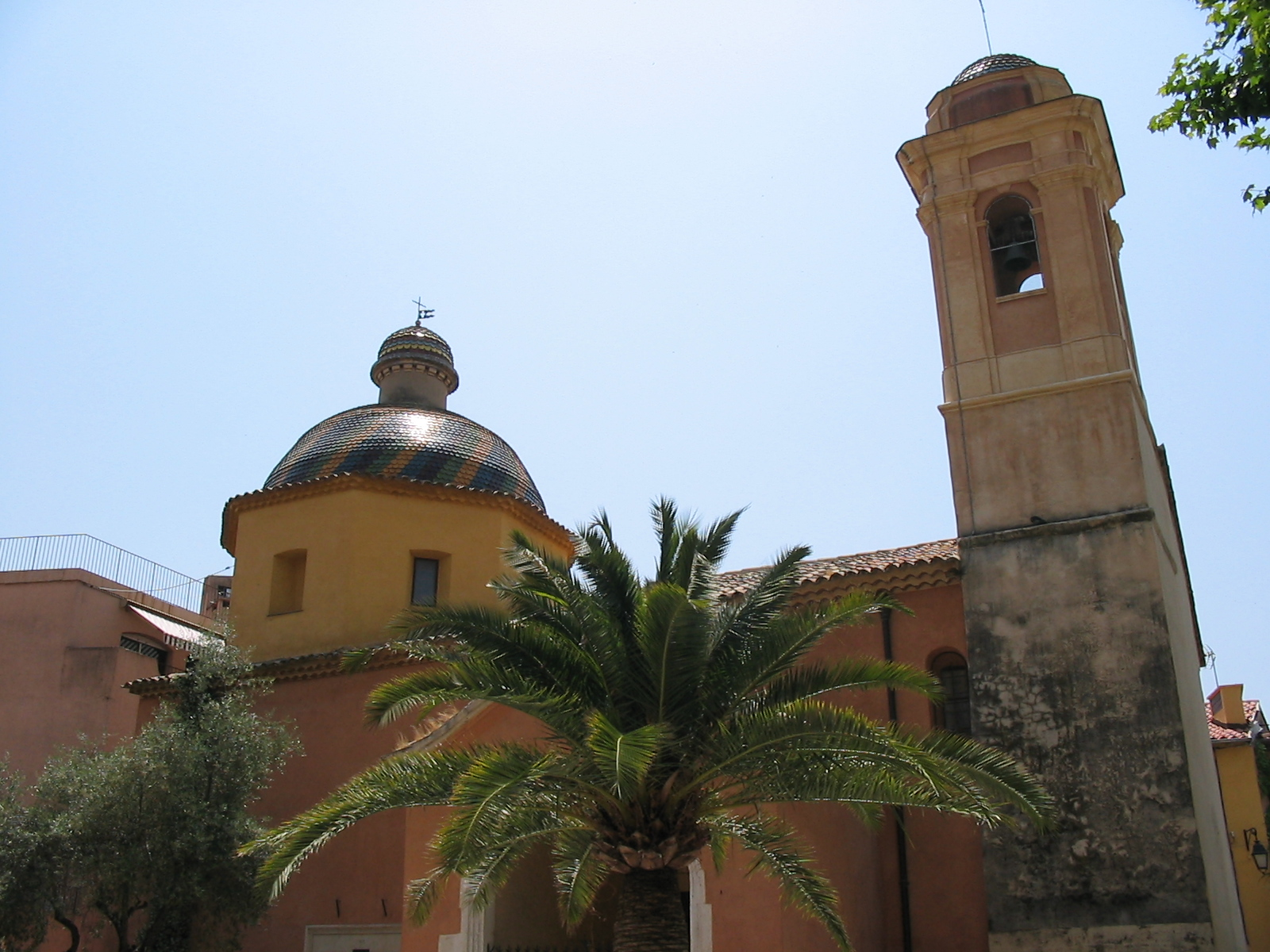
Kapelle der Pénitents Blancs
Rosenkranzkapelle von Henri Matisse
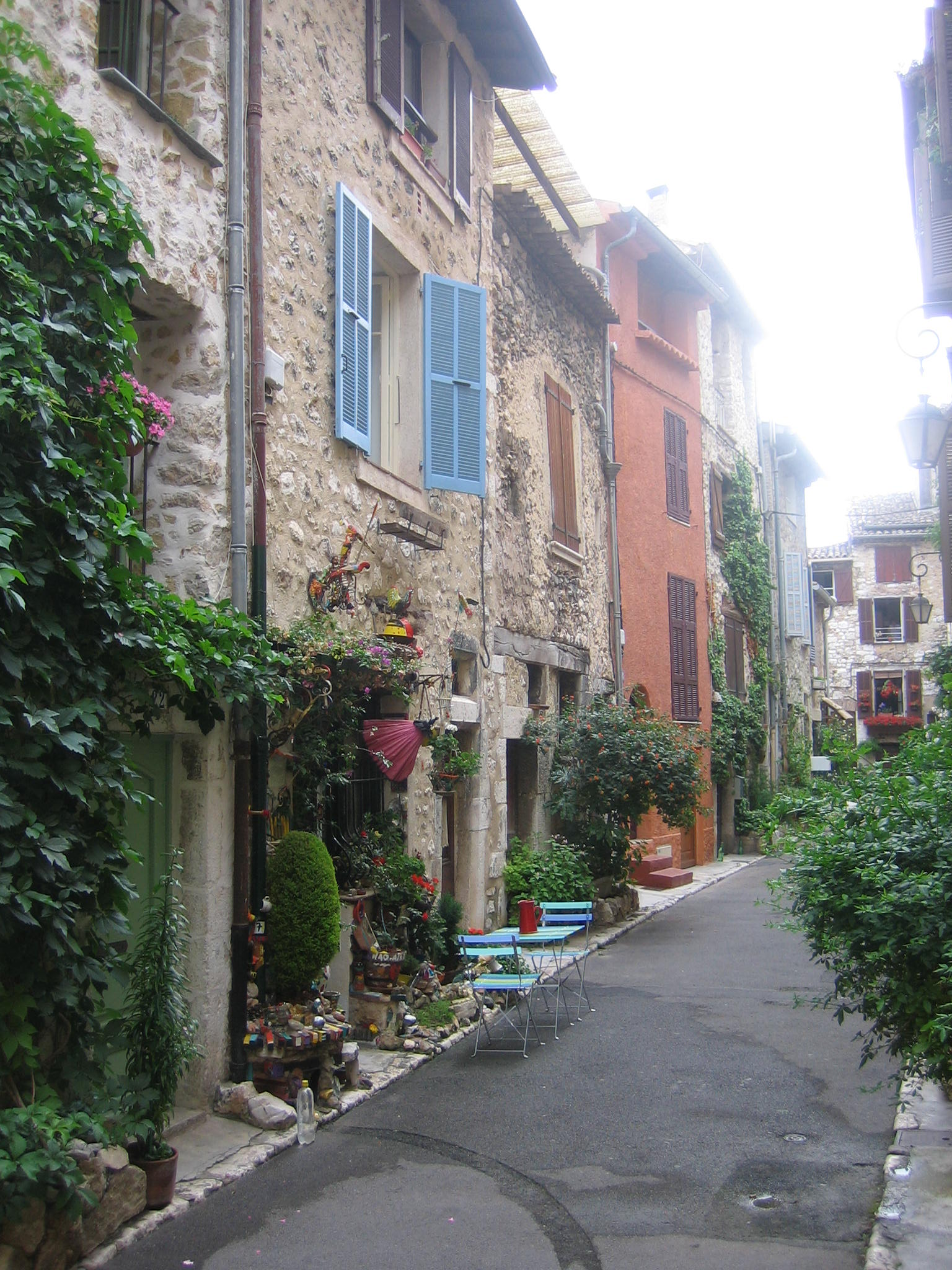
Typische Gasse

## Städtepartnerschaften
Vence pflegt Partnerschaften zu folgenden Städten:
- Lahnstein, Deutschland, seit 1969
- Ouahigouya, Burkina Faso, seit 1978
- Stamford, Vereinigtes Königreich, seit 1978

## Persönlichkeiten
Eine Vielzahl von Künstlern wählte Vence zum Wohnort.
- Maurice Boitel (1919–2007), französischer Maler
- Henri Calet (1904–1956), Schriftsteller
- Marc Chagall (1887–1985), belarussisch-französischer Maler
- Raoul Dufy (1877–1953), französischer Maler
- Célestin Freinet (1896–1966), Pädagoge
- Célestine Galli-Marié (1837–1905), französische Opernsängerin
- Witold Gombrowicz (1904–1969), polnischer Schriftsteller
- Curd Jürgens (1915–1982), deutsch-österreichischer Film- und Bühnenschauspieler
- D. H. Lawrence, (David Herbert Lawrence) (1885–1930), englischer Schriftsteller
- Henri Matisse (1869–1954), französischer Maler
- Jean Vincent de Crozals  (1922–2009), französischer Maler und Bildhauer
- Gwen Raverat (1885–1957), Künstlerin und Schriftstellerin, und Jacques Raverat (1885–1925), Künstler
- Jim Ritchie (1929–2017), kanadischer Bildhauer
- Ida Rubinstein (1885–1960), russische Tänzerin, Schauspielerin und Choreografin
- René Schickele (1883–1940), deutsch-französischer Schriftsteller, Essayist und Übersetzer
- François Urago (1904–1975), Radrennfahrer und Unternehmer